# 聖日多達主教座堂
聖日多達主教座堂（荷蘭語：Sint-Gertrudiskathedraal）是荷蘭城市烏德勒支的一座舊天主教會的教堂。這座教堂修建於1912年至1914年，外觀是新羅曼式建築。聖格特魯德主教座堂的前身建築是聖格特魯德禮拜堂。
聖日多達主教座堂是所有舊天主教會的母堂。

## 外部連結
- Website of St. Gertrude's Cathedral and the Old Catholic parish of Utrecht "In de Driehoek" （页面存档备份，存于） (Dutch)

52°5′20″N 5°7′0″E / 52.08889°N 5.11667°E